# 하트비트 (기업)
하트비트(Heartbeat, 株式会社ハートビート)는 드래곤 퀘스트 시리즈의 6번째, 7번째 게임을 개발한 것으로 유명한 일본의 비디오 게임 개발사이다.

## 게임

### SNES
- 드래곤 퀘스트 VI: 몽환의 대지
- 드래곤 퀘스트 III: 전설의 시작 (리메이크)

### 플레이스테이션
- 드래곤 퀘스트 VII: 에덴의 전사들
- 드래곤 퀘스트 IV: 인도받은 자들 (리메이크)